# Samaiões
Samaiões  ist eine Ortschaft und ehemalige Gemeinde (Freguesia) im portugiesischen Kreis (Concelho) Chaves. In ihr leben 1327 Einwohner (Stand 30. Juni 2011).
Im Zuge der Gebietsreform vom 29. September 2013 wurde die Gemeinde zum überwiegenden Teil mit Madalena zur neuen Gemeinde União das Freguesias de Madalena e Samaiões zusammengelegt. Ein kleiner, nördlich der Tâmega gelegener Teil des Gemeindegebietes wurde auf die Gemeinde Santa Maria Maior übertragen.
Sitz der neuen Gemeinde ist Madalena.